# The Three Musketeers (film fra 1916)
The Three Musketeers er en amerikansk stumfilm fra 1916 instrueret af Charles Swickard med Orrin Johnson, Dorothy Dalton, and Louise Glaum i hovedrollerne. Det er en filmatisering af Alexandre Dumas' roman De tre musketerer fra 1844.
Filmen er tabt, men der eksisterer en række print fra filmen, der opbevares i The George Eastman House.

## Medvirkende
- Orrin Johnson som D'Artagnan.
- Dorothy Dalton som Dronning Anne.
- Louise Glaum som Miladi Winter.
- Harvey Clark.
- Walt Whitman som Richelieu.